# Мунго пасуљ
Црни мунго пасуљ (Vigna mungo) једногодишња је зељаста биљка која припада роду Vigna из породице бобова (Fabaceae). Доста је сличан златном мунго пасуљу (Vigna radiata) и дуго времена се сматралоо да је реч о једној врсти. Пореклом је са Индијског потконтинента где се узгаја још од античких времена.
Мунго пасуљ има широку употребу у индијској и пакистанској кухињи.

## Опис таксона
Црни мунго је једогодишња зељаста врежа која обично расте од 20 до 60 cm у висину, јако ретко до 90 cm. Код дивљих јединки врежа може да нарасте од 2 до 4 метра у дужину. Листови су троделни, а сваки појединачни део има срцолик облик, дужине је од 5 до 10 cm, и ширине између 5 и 7 cm. На листовима и стабљикама налазе се ситне длачице. Цваст садржи у просеку између 5 и 6 цветића жуте боје код којих је карактеристично самоопрашивање. Коренов систем је јако добро развијен и разгранат.
Плодови су махуне дужине од 4 до 7 cm, и ширине око 0,6 cm. У свакој махуни налази се између 4 и 10 семена. Семе је углавном црне боје, мада постоје и зелене форме, има квадратну форму и пречник од свега 4 mm. 1.000 зрна има масу од 15 до 40 грама.

## Историја
Култивирани црни мунго пасуљ настао је од дивљег варијетета Vigna mungo (L.) Hepper var. silvestris, а до прве доместификације вероватно је дошло у периоду пре око 3.000−4.000 година на подручју Индијског потконтинента. Данас је широко распрострањен широм Јужне и Југоисточне Азије, а највећи светски произвођачи су Индија и Пакистан.
Врста је први пут описана од стране Карла фон Линеа 1767. године.
Занимљиво је да се мунго пасуљ користио у древној архитектури као везивни материјал.